# Puerto Castilla
Puerto Castilla – gmina w Hiszpanii, w prowincji Ávila, w Kastylii i León, o powierzchni 43,28 km². W 2011 roku gmina liczyła 102 mieszkańców.